# Ulrich Eichhorn

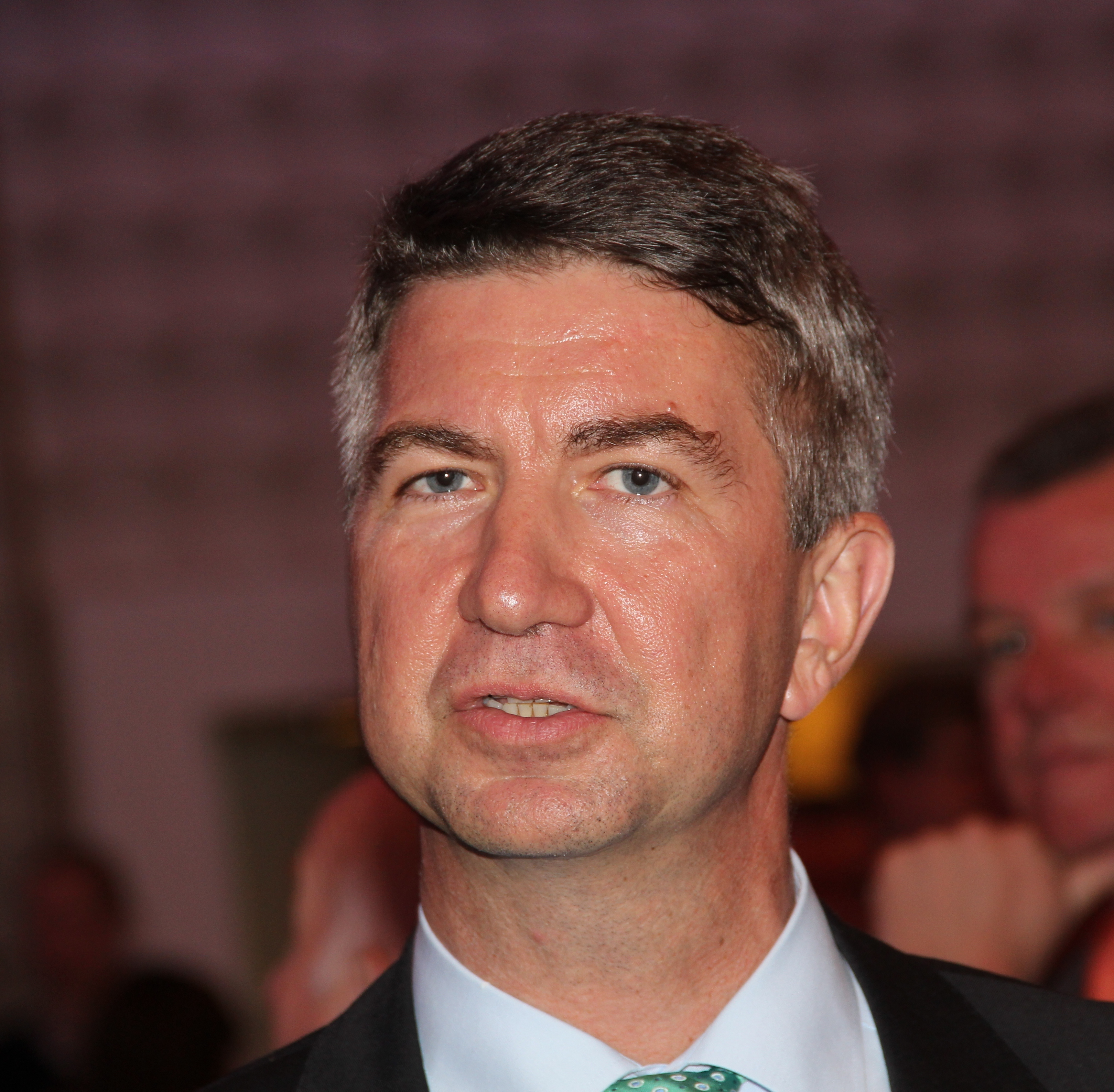
Ulrich Eichhorn, 2013

Ulrich Eichhorn (* 1961 in Obernburg am Main) ist ein deutscher Ingenieur in der Automobilindustrie,  ehemaliger Vorstand bei Bentley, Geschäftsführer des VDA und war Leiter des Konzernbereichs Forschung und Entwicklung beim Volkswagen-Konzern und CEO der IAV.

## Werdegang
Eichhorn studierte Maschinenbau und Fahrzeugtechnik an der Technischen Universität Darmstadt und promovierte dort 1992. Er ist ein Alumnus der Harvard Business School und ein Fellow der British Institution of Mechanical Engineers IMEchE.
Zunächst war Eichhorn für Ford in Deutschland, den USA und Großbritannien tätig. Als Verantwortlicher für Fahrdynamik und Gesamtfahrzeug (1993–2000) war er unter anderem an den Modellen Ford Focus und Puma beteiligt. Danach wechselte er zur Volkswagen AG als Leiter der Konzernforschung, wo er Projekte wie das Volkswagen 1-Liter Auto, den bis heute bestehenden 24h-Weltrekord und SunFuel 2. Generation-Biokraftstoff leitete.
Eichhorn wechselte 2003 zu Bentley im englischen Crewe als Entwicklungsvorstand. Projekte unter seiner Führung waren Bentley Continental Flying Spur und Bentley Continental GTC, Bentley Azure, Bentley Continental GT inkl. Speed and Supersports, Bentley Brooklands und der „große“ Bentley Mulsanne. Er schloss seine Produktentwicklung bei Bentley ab mit der 2. Generation der Continental-Familie mit einem Hochleistungs- und Hocheffizienzmotor 4,0 l V8 mit einer Kraftstoff- und CO2-Einsparung von ca. 40 % gegenüber dem W12.
Im Januar 2012 übernahm Eichhorn die Verantwortung als Geschäftsführer des einflussreichen Verbandes der Automobilindustrie (VDA) in Berlin unter der Führung des Verbandspräsidenten Matthias Wissmann. In dieser Zeit war er auch Mitglied der Nationalen Plattform Elektromobilität. 2016 wurde er vom Bundesminister für Verkehr und digitale Infrastruktur Alexander Dobrindt in die Ethikkommission der Bundesregierung für Autonomes Fahren berufen und 2018 in die Nationale Plattform Zukunft der Mobilität NPM.
Ab Januar 2016 leitete Eichhorn den Konzernbereich Forschung und Entwicklung bei der Volkswagen AG. Als Generalbevollmächtigter berichtete er direkt an Vorstandschefs Matthias Müller und dann Herbert Diess. Er war dort mitverantwortlich für den Konzernumbau in Richtung Digitalisierung, Elektromobilität und automatisiertem Fahren und für Synergien und Effizienz im Markenverbund.
Von 2019 bis Ende 2020 war er Vorsitzender der Geschäftsführung des Entwicklungsdienstleisters IAV mit seinen ca. 7000 Mitarbeiten an 22 Standorten und Hauptsitz in Berlin.
Ulrich Eichhorn ist Mitglied des Senats der Deutschen Akademie der Technikwissenschaften (acatech).
Von 2012 bis 2022 war er zudem Mitglied im Präsidium von DIN.
Er ist zudem Mitgründer der GeoScan GmbH, Berlin, die Erkundung von Bodenschätzen aus Satellitenbildern betreibt.

## Weitere Informationen
- Richard Feast: Kidnap of the Flying Lady: How Germany Captured Both Rolls-Royce and Bentley (Motorbooks, 2003) ISBN 0-7603-1686-4
- Andrew Frankel: Bentley – the Story (Redwood Publishing, 2005) ISBN 0-9517751-9-7
- Ferdinand Piëch: Auto.Biographie. 2002, ISBN 3-455-09336-1